# Niuerall
Niuerall (Gallirallus huiatua) är en förhistorisk utdöd fågel i familjen rallar inom ordningen tran- och rallfåglar.

## Tidigare förekomst och utdöende
Fågeln beskrevs 2000 utifrån subfossila lämningar funna på ön Niue i västra Polynesien. Benen hittades i januari 1995 av paleozoologen Trevor Worthy vid utgrävningsplatsen Anakuli i byn Hakupu. Åldern på benen bedöms till mellan 5300 och 3600 år sedan, vilket är före människan kom till ön. Arten tros ha försvunnit kort därefter genom jakt och andra förändringar som människan förde med sig.

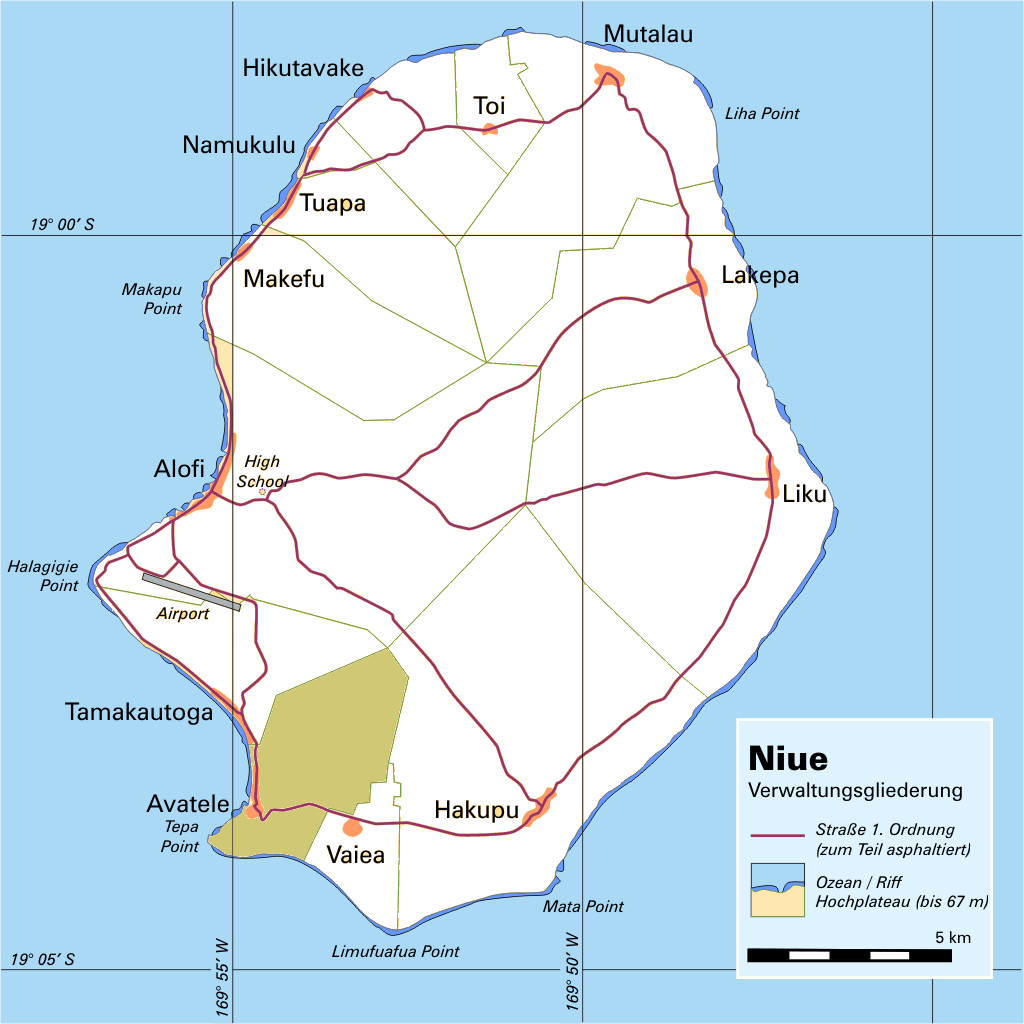
Benlämningar efter niuerallen upptäcktes i byn Hakupu längst ner på ön.

## Kännetecken
Niuerallen var en medelstor rall, jämnstor med rostbandad rall. Något bröstben har inte hittats, men storleksförhållanden mellan andra ben gör det troligt att den var flygoförmögen.

## Namn
Arten har fått sitt vetenskapliga namn efter det lokala språkets ord hui (ben) och atua (från de döda).